# Бог (Канзас)
Бог (англ. Bogue) — місто (англ. city) в США, в окрузі Грем штату Канзас. Населення — 155 осіб (2020).

## Географія
Бог розташований за координатами 39°21′34″ пн. ш. 99°41′16″ зх. д. / 39.35944° пн. ш. 99.68778° зх. д. (39.359485, -99.687764).  За даними Бюро перепису населення США в 2010 році місто мало площу 0,67 км², уся площа — суходіл.

## Демографія
Згідно з переписом 2010 року, у місті мешкали 143 особи в 75 домогосподарствах у складі 43 родин. Густота населення становила 214 особи/км².  Було 89 помешкань (133/км²).
Расовий склад населення:
| - 93,7 % — білих - 2,8 % — чорних або афроамериканців - 2,1 % — азіатів |

До двох чи більше рас належало 1,4 %. Частка іспаномовних становила 1,4 % від усіх жителів.
За віковим діапазоном населення розподілялося таким чином: 10,5 % — особи молодші 18 років, 54,5 % — особи у віці 18—64 років, 35,0 % — особи у віці 65 років та старші. Медіана віку мешканця становила 54,3 року. На 100 осіб жіночої статі у місті припадало 93,2 чоловіків;  на 100 жінок у віці від 18 років та старших — 91,0 чоловіків також старших 18 років.
Середній дохід на одне домашнє господарство  становив 47 663 долари США (медіана — 33 438), а середній дохід на одну сім'ю — 56 080 доларів (медіана — 45 000). За межею бідності перебувало 22,0 % осіб, у тому числі 34,5 % дітей у віці до 18 років та 9,3 % осіб у віці 65 років та старших.
Цивільне працевлаштоване населення становило 123 особи. Основні галузі зайнятості: освіта, охорона здоров'я та соціальна допомога — 22,8 %, сільське господарство, лісництво, риболовля — 18,7 %, будівництво — 13,8 %, публічна адміністрація — 12,2 %.